# Lípa (okres Zlín)
Obec Lípa se nachází v okrese Zlín ve Zlínském kraji. Rozkládá se v katastrálním území Lípa nad Dřevnicí. Žije zde 857 obyvatel.
Centrum obce leží kolem říčky Dřevnice ve výšce 250 m n. m., místní část Potůčky 300 m n. m., Paseky přes 500 m n. m. Nejvyšším vrchem v katastru je Drdol (540 m).

## Historie
První písemná zmínka o obci pochází z roku 1261.
V letech 1961–1976 byla součástí obce Želechovice nad Dřevnicí a spolu s ní se poté stala součástí města Zlína. Zcela se osamostatnila 24. listopadu 1990.
K 1. lednu 2017 zde žilo 840 obyvatel, přičemž průměrný věk obyvatel obce byl 40,4 let (muži 37,4 let, ženy 43,1 let).

## Pamětihodnosti
- Kaple
- Budova OÚ a Mateřské školy
- Mlýn čp.18

## Galerie

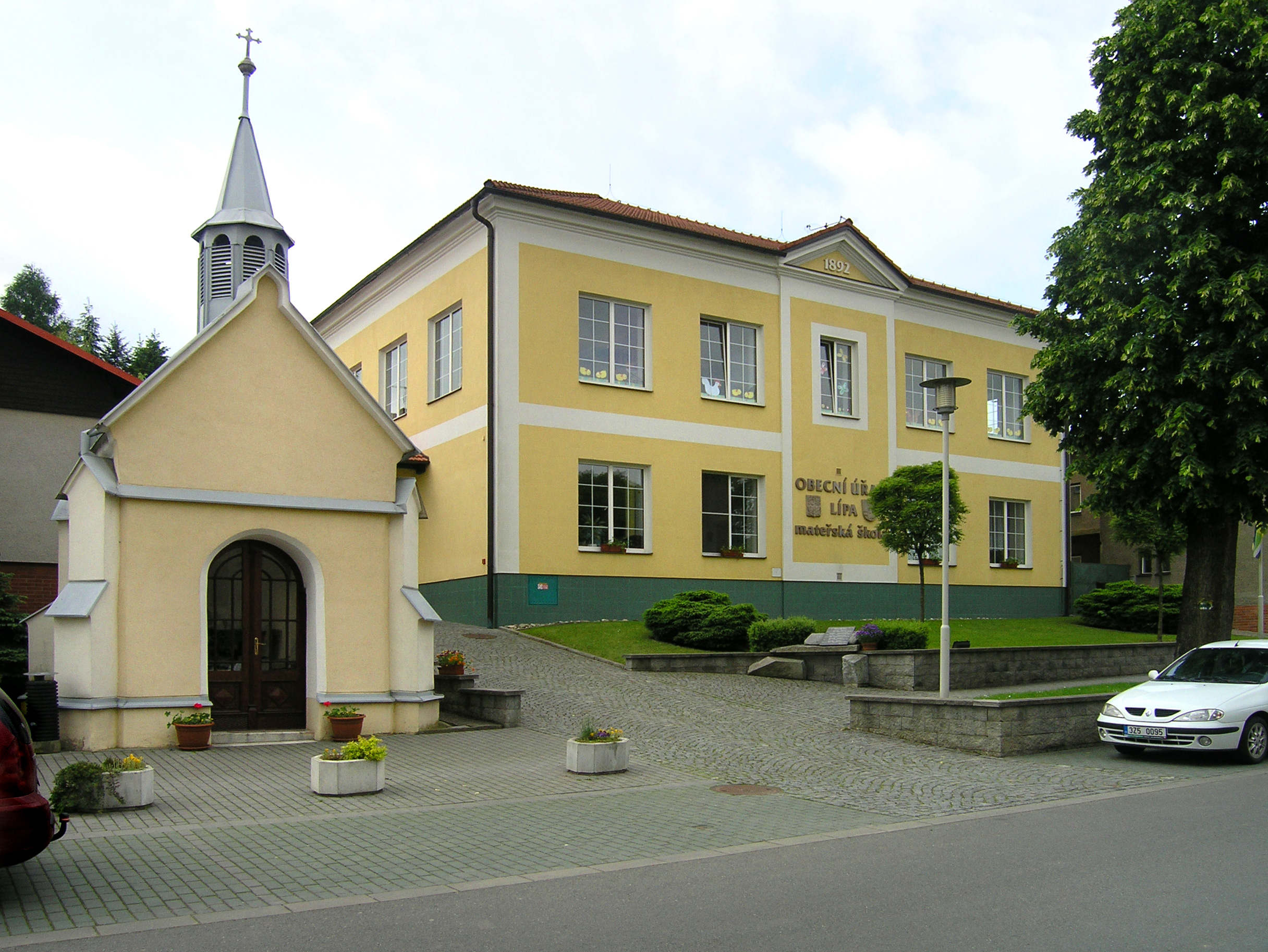
Kaple a obecní úřad
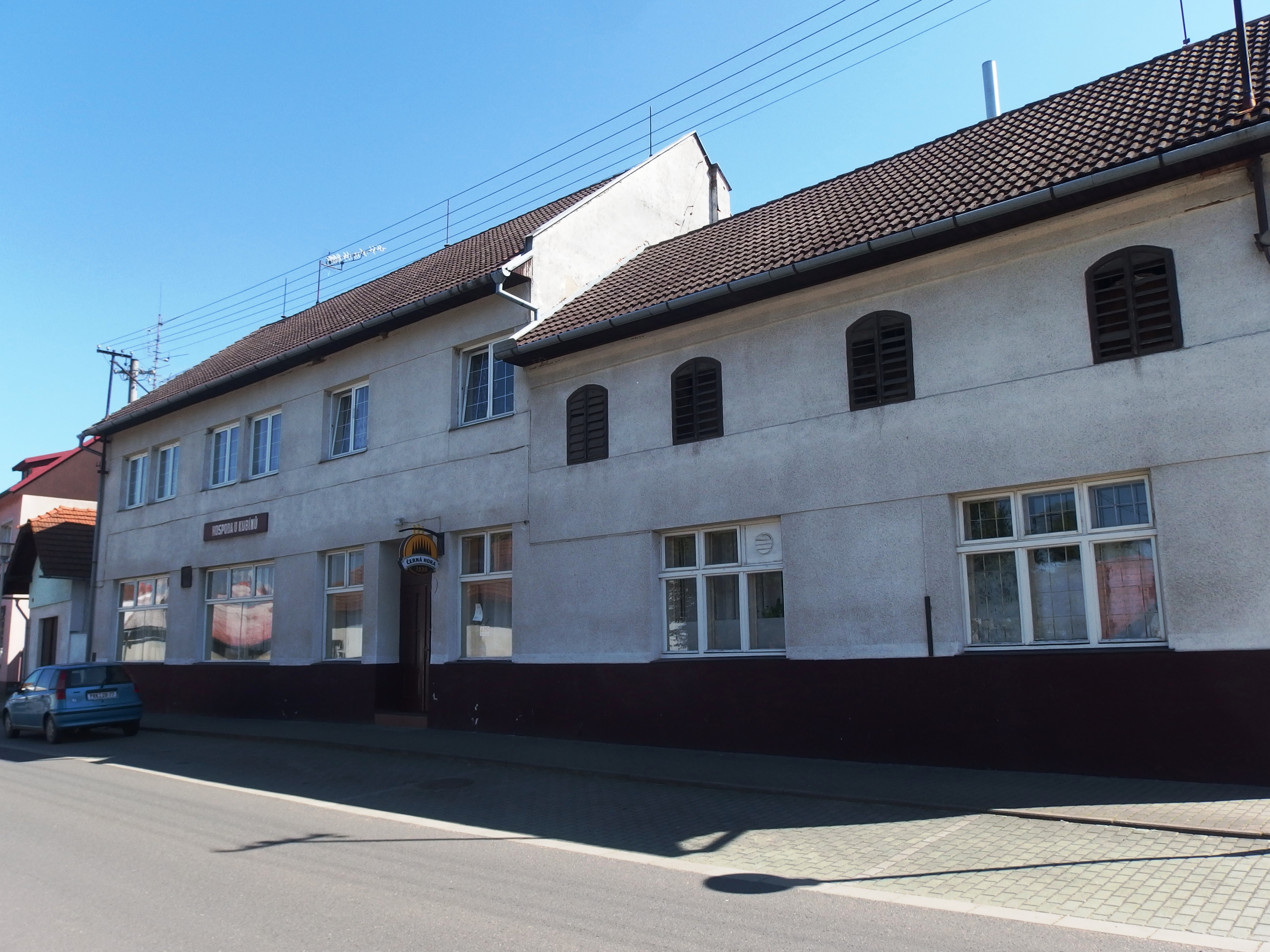
Hospoda u Kubíků
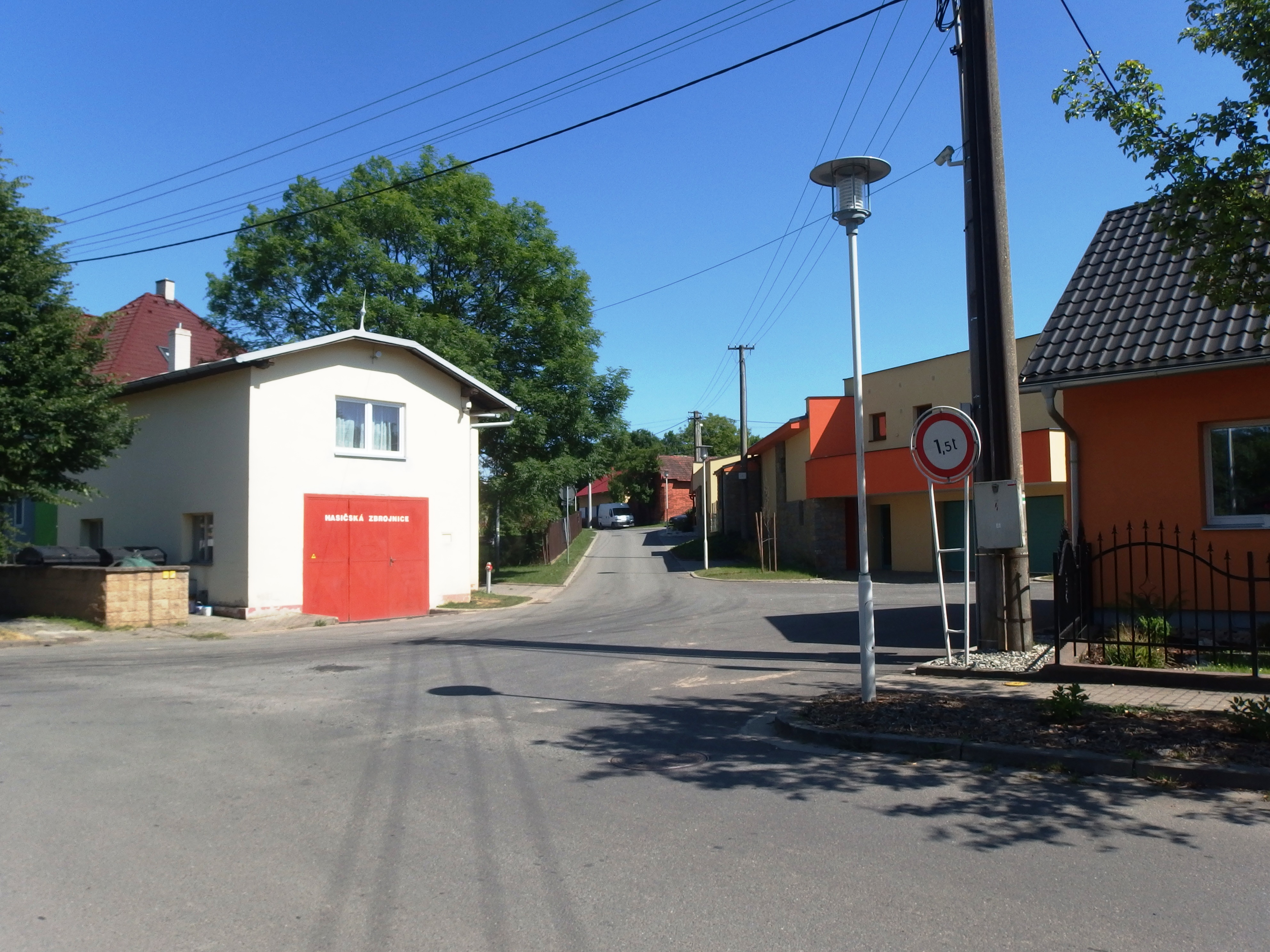
Hasičská zbrojnice
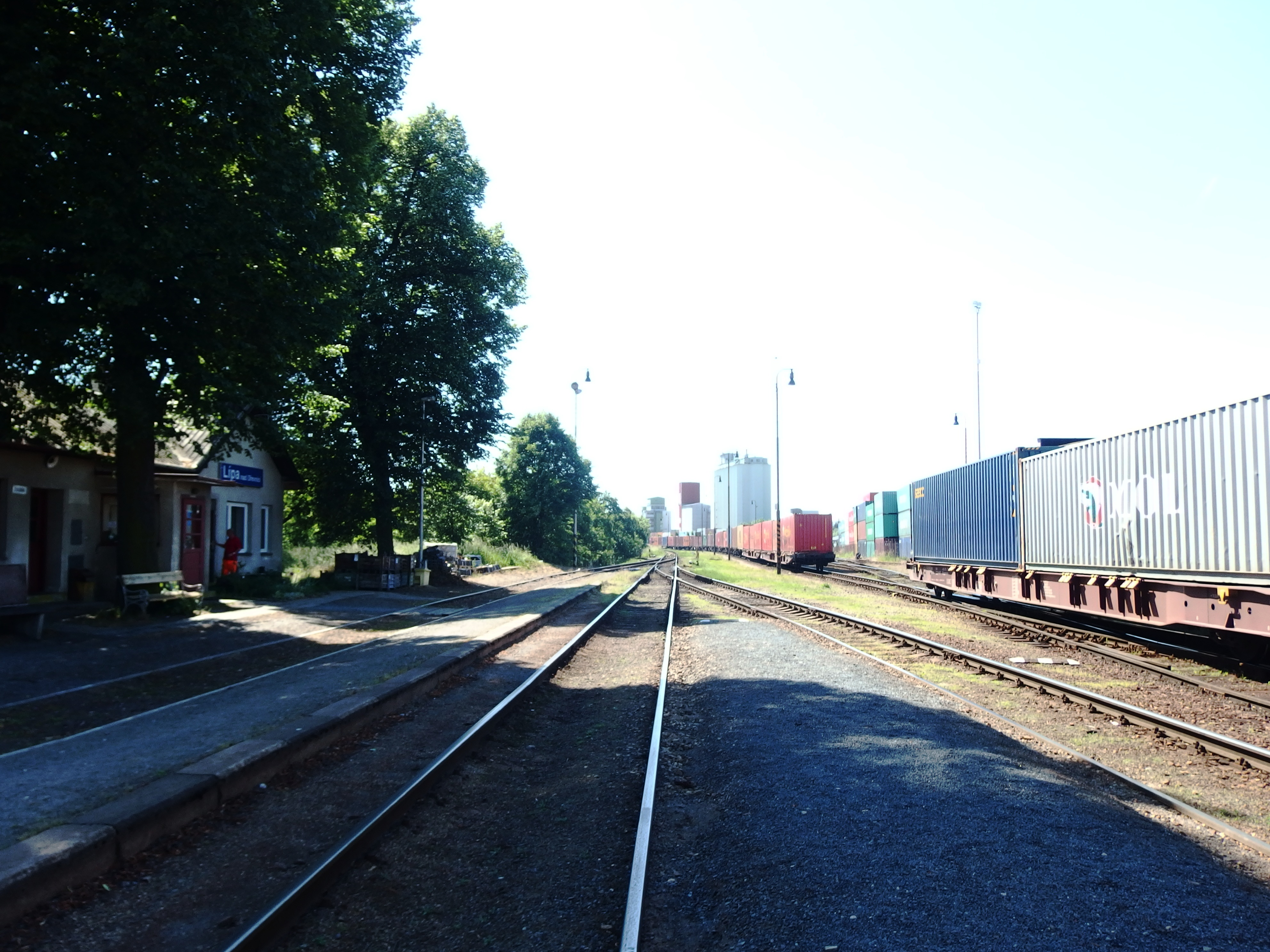
Železniční stanice

## Doprava
Obec má silniční i železniční spojení. Na frekventované silnici I/49 jezdí autobusy místní (Zlín, Hrobice, Slavičín, Luhačovice) i dálkové (např. Vsetín, Rožnov, Ostrava). V obci odbočuje čtyřproudová silnice II. třídy II/491 do Slušovic.
Osobní vlaky spojují Otrokovice, Zlín a Vizovice po železniční trati č. 331. Trať je jednokolejná, neelektrifikovaná. Nádraží Lípa nad Dřevnicí má význam i pro nákladní dopravu, protože je z něj napojen Kontejnerový terminál Zlín, který leží v katastru obce a je provozován firmou Metrans.

## Současnost
V roce 2016 byla zrekonstruovaná Sokolovna v Lípě, vznikl zde nový taneční parket, nová restaurace, podium pro divadlo a šatny pro fotbalisty. Ve stejném roce byl zrekonstruován obchod Hruška.

## Události
- Od roku 2009 se v Lípě konají Vánoční trhy
- Od roku 2012 se v Lípě konají Dřevorubecké závody neboli „Dr.Voštěp“, kde se každý závodník snaží co nejlépe řezat motorovou pilou.
- Také od roku 2012 se konají Lipské čarodějnice tzv. Hello wíno.
- V roce 2012 vyhráli fotbalisté Lípy III.A třídu zlínského kraje
- Tradiční vodění berana